# 513. pr. Kr.
◄ | 7. stoljeće pr. Kr. | 6. stoljeće pr. Kr. | 5. stoljeće pr. Kr. | ►
◄ | 540-ih pr. Kr. | 530-ih pr. Kr. | 520-ih pr. Kr. | 510-ih pr. Kr. | 500-ih pr. Kr. | 490-ih pr. Kr. | 480-ih pr. Kr. | ►
◄◄ | ◄ | 516. pr. Kr. | 515. pr. Kr. | 514. pr. Kr. | 513 pr. Kr. | 512. pr. Kr. | 511. pr. Kr. | 510. pr. Kr. | ► | ►►
Astronomija

## Događaji
- Ahemenidsko Perzijsko Carstvo osvaja Kirenaiku (istočna Libija)
- pohod perzijskog vladara Darija I. Velikog protiv Skita u centralnoj Aziji.
- perzijska vojska osvaja Tračku u Europi.
- Artafern postaje satrap grada Sarda odnosno Lidije[1]